# Pau Piqué
Joan Pau Piqué, más conocido como Pau Piqué, (1947 en Tarragona, España) es un cantante y actor de doblaje, principalmente en catalán.

## Biografía
Es conocido por doblar a Mr. Satán de Dragon Ball Z y Dragon Ball GT en la versión catalana para TV3. También dobló en las versiones catalanas de las películas del anime a Mr. Satán, a C-14, al Rey Vegeta y a Moa.
También dobló en las versiones catalanas a Benson en Rocky V, (interpretado en la versión original por Albert J. Myles) a Giddens en Regreso al lago azul, (interpretado en la versión original por Alexander Petersons) al padre de Rachel en Línea mortal, (interpretado en la versión original por Benjamin Mouton) a McGuinn en F.i.s.t. (interpretado en la versión original por Reid Cruikcshanks), entre otros.
En 2012 se presentó al casting de La voz, dónde fue seleccionado. Interpretó la canción For once in my life de Stevie Wonder. Lo seleccionaron Malú, David Bisbal y Melendi, pero él eligió formar parte del equipo de Malú. Finalmente, Pau fue el cuarto finalista de la primera edición de La voz.
En 2013 apareció en el programa ¡Qué tiempo tan feliz!, de María Teresa Campos.

## Trayectoria

### Doblajes de cine
- Rocky V
- Regreso al lago azul
- Línea mortal
- F.i.s.t.
- Lazo sagrado
- Shampoo
- Robin de los bosques
- La gran persecución
- His Majesty O'Keefe
- The Scalphunters
- The Way We Were
- Películas de Dragon Ball Z

### Doblajes de televisión
- Dragon Ball Z (Mr. Satán)
- Dragon Ball GT (Mr. Satán)

### Discografía
- Contigo, lanzado a finales de 2013

### Trayectoria televisiva
- La voz en Telecinco, 4ºFinalista (2012)